# Guillaume Minoret
Guillaume Minoret (Parijs, april 1650 – Versailles, december 1720) was een Frans componist en sous-maître van de Chapelle royale, een van de drie afdelingen van het Franse hof, dat verantwoordelijk was voor de Musique du roi.
Minoret werd in 1679 benoemd tot maître de chapelle (hoofd muziek) van de kathedraal van Orléans, en daarna van de Saint-Germain-l'Auxerrois te Parijs. Van de periode vóór 1679 is niets bekend over hem.
In 1683 nam hij deel aan het concours voor het verkrijgen van een van de vier posten van sous-maître van de Chapelle royale (voor elk kwartaal was er een andere sous-maître). Samen met Goupillet, Colasse en Delalande werd hij, dankzij de steun van Michel Le Tellier, uitverkoren voor het ambt. Per 1 juli 1683 nam hij zijn functie op en in zijn positie als priester had hij, samen met Goupillet, de verantwoordelijkheid over de koorknapen. De reorganisatie van de Chapelle royale – het was voor het eerst dat die werd geleid door vier wisselende sous-maîtres – nam hem zo in beslag dat hij geen muziek kon leveren voor de begrafenis van koningin Maria Theresia, die op 30 juli 1683 overleed. Na het ontslag in 1692 van Goupillet wegens bedrog (die zijn muziek tegen betaling liet schrijven door Henry Desmarest), nam Minoret de zorg over de koorknapen volledig over. Minoret bleef tot 1714 op zijn post.
Van Minoret, die tot de generatie behoorde van Charpentier en Colasse, zijn nog slechts zes Grand motets voor dubbelkoor, een drietal psalmzettingen en een Petit motet bekend. Bekend is dat Sébastien de Brossard in 1694 instrumentatie heeft toegevoegd aan een Missa pro tempore nativitatis voor twee koren van Minoret, gecomponeerd op thema's uit noëls (populaire kerstliederen).